# 一条実家
一条 実家（いちじょう さねいえ）は、鎌倉時代中期から後期にかけての公卿。関白・一条実経の次男。官位は従一位・太政大臣。号は一条、または町。

## 経歴
以下、『公卿補任』および『尊卑分脈』に従って記述する。
- 文永2年（1265年）4月18日、父実経が関白に還補。6月1日、正五位下に叙される。同日元服し、即日禁色と昇殿を許される。同月27日、右少将に任ぜられ、同年8月18日、右中将に転任。
- 文永3年（1266年）1月5日、従四位下に昇叙。同月7日、中将は元の如し。同年2月1日、播磨権守を兼ねる。
- 文永4年（1267年）1月7日、従四位上に昇叙。同年11月8日、従三位に叙される。同日、中将は元の如し。同年12月9日に父実経が関白を辞した。
- 文永6年（1269年）12月7日、正三位に昇叙。
- 文永7年（1270年）9月4日、従二位に昇叙。
- 文永8年（1271年）2月1日、丹波権守を兼ねる。
- 文永10年（1273年）5月3日、権中納言となり、同日左衛門督を兼ねる。
- 文永11年（1274年）1月5日、正二位に昇叙。同年10月3日、按察使を兼ねる。なお、同年6月20日には兄家経が摂政となっている。
- 建治元年（1275年）12月22日、権大納言となる。同年10月21日に兄家経は摂政を辞している。
- 建治3年（1277年）12月26日、帯剣を許される。
- 弘安元年（1278年）4月26日、母の喪に服し8月7日には復任した。
- 弘安2年（1279年）1月10日、全ての職を辞した。
- 弘安7年（1284年）7月18日、父実経（円明寺関白と号す）が薨去。
- 弘安10年（1287年）1月13日、権大納言に還任。正応元年（1288年）11月8日、再び権大納言を辞した。
- 永仁元年（1293年）12月11日、兄家経（後光明峰寺摂政と号す）が薨去。
- 正安４年（1302年）11月4日、従一位に叙せられる。嘉元2年（1304年）12月17日、甥である内大臣一条内実が薨去。
- 嘉元3年（1305年）12月8日、大臣に准じて朝参すべしと宣下がある（准大臣）[1]。同年閏12月21日、内大臣に任じられる。
- 嘉元4年（1306年）6月、上表したが、同年12月6日、太政大臣に任じられる。
- 延慶2年（1309年）10月15日、太政大臣を辞した。
- 正和3年（1314年）5月28日、薨去[2]。

## 従一位叙位、太政大臣補任の背景
実家は、摂政となった兄の家経とは同母兄弟である。嫡男・本流である兄が先に薨去し、家経の嫡男である内実も夭折してしまったため、摂家である一条家はしばらくの間、摂関の人材を出せない状態となった。そうした中で実家は一門の長老としての待遇を与えられたと考えられる。この頃、近衛家でも嫡系が夭折していた状態であり、近衛兼教が従一位准大臣となったことも同様の事例であると考察されている。

## 系譜
- 父：一条実経
- 母：右中将坊門有信の娘?または大炊御門家嗣の娘?
- 妻：滋野井公光の娘
- 生母不明の子女
  - 男子：一条内家
  - 男子：澄助 - 天台座主第110世